# یواس‌اس تیرانت (اس‌اس-۴۲۰)
یواس‌اس تیرانت (اس‌اس-۴۲۰) (به انگلیسی: USS Tirante (SS-420)) یک زیردریایی بود که طول آن ۳۱۱ فوت ۸ اینچ (۹۵٫۰۰ متر) بود. این زیردریایی در سال ۱۹۴۴ ساخته شد.